# Государство Восточная Индонезия
Государство Восточная Индонезия (индон. Negara Indonesia Timur) — государство, образованное в 1946 году на части территории Нидерландской Ост-Индии.

## История
В связи с тем, что по окончании Второй мировой войны началась война за независимость Индонезии, Нидерланды стали искать пути нового послевоенного устройства Ост-Индии, которое позволило бы, удовлетворив часть требований местного населения, сохранить в какой-либо форме связь этих территорий с Нидерландами. В июле 1946 года состоялась конференция в Малино, на которую съехались 39 делегатов с острова Калимантан и из Восточной Индонезии, представлявших местных раджей, христиан, национальные меньшинства и т. д. Одним из решений конференции было создание независимого государства в Восточной Индонезии.
В декабре 1946 года состоялась конференция в Денпасаре, в которой приняли участие в основном представители Восточной Индонезии. 24 декабря 1946 года конференция приняла решение о создании Государства Великий Восток (индон. Negara Timur Besar), 27 декабря переименованного в Государство Восточная Индонезия.
В декабре 1947 года начались переговоры в Джокьякарте между Государством Восточная Индонезия и Республикой Индонезия, тогда же в Макасаре был создан Союз борьбы за независимость Индонезии. В январе 1948 года была достигнута договорённость о вхождении Восточной Индонезии в будущее единое индонезийское государство; Республике Индонезия пришлось согласиться на образование федерации. В 1949 году Восточная Индонезия стала частью Республики Соединённые Штаты Индонезии.

## География
В состав Государства Восточная Индонезия входили все острова современной Индонезии, лежащие к востоку от Явы и Калимантана (за исключением Новой Гвинеи с прилегающими островами).